# Ochsenhude
Koordinaten: 51° 4′ 53,8″ N, 9° 4′ 6,2″ O
Die Ochsenhude ist ein flächenhaftes Naturdenkmal (ND 21-023) in der Gemarkung von Hundsdorf, einem südwestlichen Stadtteil von Bad Wildungen im nordhessischen Landkreis Waldeck-Frankenberg. Sie befindet sich im Naturpark Kellerwald-Edersee und dem Naturraum 344.2, Wildunger Bergland, etwa 1,8 km östlich von Hundsdorf bzw. 3,5 km westlich von Odershausen und rund 500 m westlich der Bundesstraße 253.
Das 2,39 Hektar große geschützte Gebiet umfasst einen Quellbach mit einem Erlensumpfwald, einem verlandenden Teich und einem angrenzenden Feuchtwiesenareal. Der Bereich des ehemaligen Teichs ist charakterisiert durch Großseggenried aus mehrheitlich Sumpf-Segge (Carex acutiformis) und durch Teichschachtelhalm-Röhricht. Auf der Feuchtwiese wachsen eine Anzahl seltener Pflanzenarten, darunter Gewöhnlicher Teufelsabbiss (Succisa pratensis) und Schwarze Teufelskralle (Phyteuma nigrum). Zur örtlichen Tierwelt gehören unter anderem Fadenmolch, Kammmolch, Ringelnatter und Mädesüß-Perlmuttfalter. 
Der im Schutzgebiet entspringende Bach durchfließt das Gebiet in Nordostrichtung, unterquert die B 253, verläuft weiter nach Norden und mündet nach insgesamt etwa 1,3 km Fließstrecke in den rund 8 km langen Sonderbach, der beim Bahnhof Bad Wildungen in die Wilde mündet.
Etwa 800 m nordnordwestlich der Ochsenhude steht das Naturdenkmal Berthold-Eiche (ND 21-030). Etwa 350 m südöstlich liegt das Flächennaturdenkmal Jägersburg (ND 21-028), und 400 m südlich davon stehen drei ebenfalls als Naturdenkmal ausgewiesene Süntel-Buchen (ND 21-025).